# بابلو فريتاس كاردوسو ميلو
بابلو فريتاس كاردوسو ميلو هو لاعب كرة قدم برازيلي في مركز الوسط، ولد في 5 مايو 1987 في بريزيدينت برودينت في البرازيل. لعب مع نادي ساو باولو ونادي سي آر بي.